# 天主教布萊爾港教區
天主教布萊爾港教區 （拉丁語：Dioecesis Portus Blairensis）是羅馬天主教的一個教區，位於安達曼-尼科巴群島，受蘭契總教區管轄。
1984年6月22日建立教區。2004年有教友39,469名，由三十八名司鐸名管理十三個堂區。教區主教現時出缺，榮休主教為阿萊紹·達斯·內維斯·迪亞斯。